# Брендан П. Гайнс
Брендан П. Гайнс (нар. 28 грудня 1976) — американський актор, кінорежисер та музикант.

## Біографія
Брендан П. Гайнс народився 28 грудня 1976 року в місті Балтімор, штат Меріленд, США. У цей час живе в Лос-Анджелесі.
Брендан знімається в різних телесеріалах. Також він реалізує себе як музиканта і співака (у складі музичного колективу Брендан П. Гайнс & Co, Inc). Разом зі своїм гуртом він періодично виступає в кафе, ресторанах і готелях Лос-Анджелеса.

## Кар'єра актора
Кар'єра його як актора розпочалась у 2001 році. У період з 2001—2009 рр.. Брендан знімається в декількох телевізійних серіалах, проте в основному це ролі другого плану.
Також у цей час Брендан пробує свої сили й в більш великих проєктах. Найбільш значущими його ролями є: роль Енді Гуда (в серіалі «Термінатор: Битва за майбутнє») і роль Тайлера Форда в серіалі «Посередників».

### Серіал «Теорія Брехні»
Найбільш відомий Брендан своєю роллю в популярному американському серіалі «Теорія Брехні», де він грає Ілая Локера. Ілай Локер — один з професійних «розпізнавачів брехні», при цьому сам він брехню ненавидить і внаслідок цього в житті керується принципом «радикальної чесності». Що являє собою те, що він вважає необхідним і єдино вірним поведінкою за будь-яких обставин говорити виключно правду.
Оточуючим його людям доводиться вислуховувати безліч неприємних, а іноді обурливих речей. Очевидно, що прагнення залишатися завжди щирим часто шокує людей і створює безліч проблем самому Локеру.

## Кар'єра музиканта
Крім акторської діяльності, Брендан Гайнс є засновником і лідером музичної групи «The Brendan Hines & Co, Inc», автором і виконавцем пісень. Група базується в Лос-Анджелесі. Основними темами лірики є віскі, примхи, жінки й дотепність.
Музику можна охарактеризувати як легку і мелодійну, тексти наповнені алегоріями, але водночас розслабляють і підіймають настрій. Лірику Брендана можна легко дізнатися по своєрідному гуморі і колючості змісту, яке, з усім тим, наповнено мудрістю і сенсом.
На початку 2008 року був випущений альбом "Good For You Know Who". Альбом складається з 10 композицій, кожна з яких гідна окремої уваги.